# Forças Armadas da Hungria

Brasão de armas da Honvédség.

As Forças Armadas da Hungria (em húngaro: Honvédség) são as forças armadas do referido país da Europa Central. Atualmente este tem dois ramos, as "Forças Terrestres da Hungria" (exército) e a "Força Aérea da Hungria" (força aérea).
Possui 22 700 militares ativos.